# Mencij
Mencij (kitajščina: 孟子); rojen Meng Ke (kitajščina: 孟軻; pinjin: Mèng Kē); (/ˈmɛnʃiəs/ MEN-shee-əs) ali Mengdzi (kitajsko 孟子; pinjin Mengzi), kitajski konfucijanski filozof, * 372 pr. n. št., † 289 pr. n. št.
Velja za drugega najbolj pomembnega predstavnika konfucijanstva za samim Konfucijem.

## Življenje
Mencij je bil po Konfuciju drugi kitajski filozof, ki so mu jezuitski misijonarji nadeli latinsko ime, Mencius (v slovenščini Mencij). Živel je v letih od približno 372 do 289 pr. n. št. v mestu Dzovčeng na jugu starokitajske province (današnje province Šandong). Iz tega lahko sklepamo, da je bil učenec Dzisija – Konfucijevega vnuka – ali pa vsaj enega njegovih učencev. V rani mladosti, in sicer pri svojih treh letih, je izgubil očeta, vzgojo in izobrazbo mu je nudila mati. Kljub svojim idealističnim izhodiščem pa je bil Mencij vse kaj drugega kot fatalist. Po njegovem ima vsak posameznik pravico, vzeti vajeti svojega življenja v svoje roke. Če je Konfucij trdil, da je le prenašalec davnih modrosti svojim sodobnikom, je Mencij ponavljal, da zgolj posreduje nauke svojega čaščenega vzornika. Vendar ne eno ne drugo ni povsem ustrezalo resnici, ampak sta tako Konfucij kot Mencij dala kitajski in s tem tudi svetovni filozofiji pomemben, čisto svoj prispevek trajne vednosti. Mencij je pokopan v "Mencijevem pokopališču, ki stoji 12 km severovzhodno od osrednjega mestnega območja Dzovčeng. Njegova nagrobna kamnita stela je postavljena na kamnito želvo, vrh stele pa krasijo zmaji.

## Njegovo delo
Tako kot njegov predhodnik se je tudi Mencij ukvarjal predvsem z etničnimi vprašanji. V pogovorih z vladarji in dostojanstveniki je med drugim vpeljal dva izjemno pomembna koncepta klasične kitajske misli: misel o izvorni dobroti človekovega duha/srca in idejo o nebeškem mandatu, ki ga vladarju za vladanje nad kitajskim ljudstvom podeli Nebo (Tjan). Znan je tudi po svoji tezi, da moramo razmišljati s srcem. Deloval je – v burnem obdobju vojskujočih se držav – v slogu svojega duhovnega učitelja Konfucija. Posvetil se je preučevanju Konfucijevega nauka, potoval je po deželi in obiskoval vladarje v upanju, da ga bo kdo zaposlil kot svetovalca in mu dal možnost uresničiti njegov program >>humanega vladanja<<. To je čutil kot svojo nalogo in odgovornost. V času njegovega življenja je bilo konfucijanstvo v zatonu, najbolj priljubljena filozofa tega obdobja sta bila ateist in ideolog egoizma Jang Džu in utemeljitelj mohizma Modzi. Zato je bil velik del Mencijevih disputov urejen prav v kritiko teh dveh mislecev in njunih učencev. Njegovo osrednje delo je ohranjeno v sedmih knjigah. V katalogu Han šu se sicer omenja 11 Mencijevih knjig. Od teh so kasneje štiri izvzeli, ker naj bi predstavljale ponaredke. Te štiri knjige so se kasneje porazgubile, zato poznamo danes, kot na začetku, zopet samo sedem Mencijevih knjig. Znane so pod imenom samega mojstra; celotno delo se torej imenuje Mengdzi in sodi k štirim temeljnimi knjigami konfucijanskega nauka (štirje klasiki). Dolgo po njegovi smrti so Mencijeve interpretacije konfucijanstva postale ortodoksne, kar pomeni, da so njegova dela generacije kitajskih intelektualcev in bodočih uradnikov morale znati dobesedno na pamet. Njegova filozofija je okarakterizirana kot idealistična s predstavo, da je človekova narava v osnovi dobra.

## Mencijeva Mati
Mencijeva mati je pogosto uprizorjena kot zgledna ženska figura v kitajski kulturi. Eden od najbolj znanih tradicionalnih kitajskih štiri-značajnih frazemov je Meng mu San Šjan, dobesedni prevod: "Mencijeva mama, tri poteze". Ta frazem se nanaša na legendo, kjer se Mencijeva mati preseli trikrat, preden najde kraj, ki ji ustreza za otrokovo odraščanje. Frazem izraža pomembnost pravega okolja za otrokovo odraščanje. Mencijev oče je umrl, ko je bil Mencij še zelo mlad. Njegova mati Džang je vzgojila sina sama. Bila sta zelo revna. Sprva sta živela ob pokopališču, kjer je Mencij posnemal plačane pogrebce v pogrebnih sprevodih. Zato je mati odločila, da se preselita. Naslednja hiša je bila v bližini trga v mestu. Tam je fant začel posnemati krike trgovci (trgovce so prezirali v začetku na Kitajskem). Na koncu sta se preselila v hišo zraven šole, kjer so Mencija navdihnili učenjaki in začel je študij. Njegova mati se je odločila da ostane in Mencij je postal učenjak.

## Vpliv
Mencijeva razlaga konfucijanstva na splošno velja za ortodoksno različico skladno s kasnejšimi kitajski filozofi, še posebej novokonfucijanci iz obdobja dinastije Song, ko kufincijanstvo doseže duhovno revitalizacijo. Mencij je bil dejansko bolj vpliven kot je bil Konfucij. Mencij, knjiga njegovih pogovorov s kralji takratnega časa, je ena od štirih knjig, katere je novokonfucijanec Džu Ši združil kot jedro ortodoksne novokonfucijanske mislu. V nasprotju z izreki Konfucija, ki so kratke in samostojne misli, je Mencij pisal v dolgih strukturiranih dialogih, vključno z argumenti in bogato prozo.

## Glavne misli in nauki
Čeprav se je tudi Mencij držal temeljnih predpostavk Konfucijevega nauka v smislu, da se je raje posvečal pragmatičnim vprašanjem medčloveških odnosov na politični in osebni ravni kot vprašanjem metafizike, je iz njegovih navedb razvidno, da je bil v tendenci precej bolj idealističen kot njegov vzornik Konfucij. Najvišje načelo sveta je bilo tudi za Mencija Nebo, Tjan (天). Za razliko od Konfucija pa v njem ni videl zgolj esencialnega izraza naravnih zakonitosti, temveč hkrati vrsto duhovnega potenciala, katerega sicer ne bi mogli enačiti z Bogom v smislu antropomorfnega stvarnika vesoljstva, in vendar naj bi po Menciju posedoval nekakšno voljo, torej tudi možnost odločitev. To je bil tudi glavni razlog, da je kasneje Mencijeva misell naletela na pozornost jezuitov, ki so evropske intelektualce seznanili s kitajsko mislijo. Novokonfucijancem iz Songa so jezuiti očitali taoistične in budistične primesi.

### Človeška narava
Ali je človekova narava dobra ali slaba, je bil v kitajski filozofiji eden osrednjih in najbolj problematičnih vprašanj. Vprašanje s katerim je imel ogromno problemov že Konfucij. ” Vsak naj deluje brez misli na lastno korist, deluje naj brezpogojno tako kot mora delovati, in da je to, kar mora biti.” Čeprav je razložil, kako naj človek deluje, da bo dobro, pa ni povedal, zakaj naj človek deluje tako. Mencij je poskušal najti odgovor na to vprašanje in tako razvil teorijo o prvobitni dobroti človeške narave, s katero je tudi zaslovel. Po Menciju je torej narava (človeška) v bistvu dobra: ” Sleherni človek ima srce, ki ne more gledati trpljenja drugih. Pri tem je človeško naravo opisoval oziroma primerjal z naslednjimi štirimi elementi: les in posodje, voda, življenje, ter lakota in ljubezen. Medtem ko Konfucij sam ni izrecno osredotočen na temo človeške narave, Mencij uveljavlja prirojeno dobroto posameznika, saj meni, da je bil vpliv družbe tisti, ki je povzročil slabo moralo narave. Mencij je verjel tudi v moč usode pri oblikovanju vloge človeka v družbi. Kaj je namenjeno, ne more biti predvideno. Usoda se prikaže, ko se pojavi pot, ki je tako nepredvidljiva in konstruktivna. Mencij je zanikal, da bi usoda zaščitila osebo, ne glede na svoja dejanja, rekoč: »Tisti, ki razume usodo ne bo stal pod majavo steno.« Pravilna pot je tista, ki je naravna in neprisiljena. To pot je prav tako treba obnavljati, ker »se neporabljeni del poti pokriva s plevelom.« Tisti, ki sledi usodi bo živel dolgo in uspešno življenje. Tisti, ki se bodo upirali proti usodi pa umro pred svojim časom. Usoda ni nekaj vnaprej določenega, temveč si jo krojimo ljudje sami: »Srečo in nesrečo si vselej izberemo sami.«
Osrednji pojem njegovih psiholoških razprav je bil pojem Či/qi, ki je sinologom cela stoletja povzročal precejšnje preglavice; v zahodnih jezikih je namreč težko najti ustrezen izraz. Legge, denimo, je za svoj prevod tega termina iznašel poseben izraz, a ˝passion-nature˝, Couvreur govori v tej tezi o senzibilnosti, Faber o nagonih, Wihelm pa ga prevaja kot življenjsko energijo, podobno kot Julien, ki ga označuje kot ˝spiritus vitalis˝. Ta življenjska energija pomeni Menciju nekaj, kar je ločeno od volje, duha, ali čiste fiziološke moči.
»Volja vodi življenjsko energijo, ta pa izpolnjuje telo. Volja je najvišja, življenjska energija je drugotnega pomena. Zato pravim: ohranjaj voljo, ne da bi posiljeval življenjsko energijo.«
Čeprav je Mencij torej poudarjal, da je najpomembnejša prvina človeškega duha volja, ki naj bi vodila življenjsko energijo oziroma moč, pa sta načelno obe prvini med seboj v komplementarnemu razmerju; njun vpliv je obojestranski. Vselej, ko volja vpliva na življenjsko energijo, tudi ona recipročno vpliva nazaj na voljo – prav zato je Menciju toliko pomembnejši zadnji stavek gornjega citata: za harmonično bivanje kora biti naša volja usklajena z našo življenjsko energijo, načeloma naj torej ne bi delovala proti njej:
»Kadar se volja osredotoči, premakne življenjsko energijo; kadar se osredotoči življenjska energija, pa premakne voljo. Če, na primer, premaknemo noge in tečemo, potlej je to življenjska energija, ki pa spet vpliva nazaj na duha.«
Mencij je često poudarjal, da je nega življenjske energije zelo pomembna. V svojih poskusih definiranja te energije nekoliko spominja na sodobne mojstre veščine či gong.

### Izobraževanje
Po Menciju, mora izobraževanje prebuditi prirojene sposobnosti človeškega uma. Odpovedati se učenju na pamet in se zavzeti za aktivno poizvedovanje besedila, rekoč: "Nekdo, ki verjame vsej knjigi, bi živel bolje brez knjig".

### Delitev družbenega dela
Mencij se je tudi zavzemal za brezpogojno ohranitev družbene delitve dela: delo intelektualcev pri tem vrednoti precej višje od fizičnega dela: »Zato pravim: nekateri delajo z možgani, drugi z močjo. Tisti, ki delajo z možgani, vladajo tistim, ki delajo z močjo. Tisti, ki delajo z močjo, so podložni tistim, ki delajo z možgani. Tisti, ki so podložni, prehranjujejo tiste, ki vladajo. To je načelo pravičnosti, ki velja po vsem svetu.« Medtem ko konfucijanstvo splošno gledajo vladarje visoko, je trdil, da je sprejemljivo odstaviti ali celo ubiti vladarja, ki ne upošteva potreb in pravil ljudstva. To je zato, ker je vladar, ki ne deluje pravično, ni več pravi vladar. Zato pa se tudi Mencij pridružuje ortodoksni konfucijanski teoriji o vladarju kot "sinu Neba". Kadar vladar tega mandata ni vreden, kadar torej ne ravna v skladu s kriteriji kreposti, se mu lahko ta mandat tudi odvzame.

## Dela
孟子 - Menghzi (zbirka vseh Mencijevih del):
• 梁惠王 - Liang Hui Wang, • 公孫丑 - Gong Sun Chou, • 滕文公 - Teng Wen Gong, • 離婁 - Li Lou, • 萬章 - Wan Zhang • 告子 - Gao Zi, • 盡心 - Jin Xin.
•Petrovič, R. 2004. Stara kitajska modrost: Mencij. [internet].[citirano: 29.11.2016]. Dostopno na naslovu: http://zofijini.net/online_stara/ 
 
•Mencius. 2009. Mencius says: Mencius. Beijing : Sinolingua. 

•Miličinski, M. 2013. Azijske filozofije in religije. Ljubljana: Mladinska knjiga. 

•Rošker, Jana S. Iskanje poti: spoznavna teorija v kitajski tradiciji. Del 1, Od protofilozofskih klasikov do neokonfucianstva dinastije Song. Znanstveni inštitut Filozofske fakultete, Ljubljana 2005.
 •Rošker, Jana S. Iskanje poti: spoznavna teorija v kitajski tradiciji. Del 2, Zaton tradicije in obdobje moderne. Znanstveno raziskovalni inštitut Filozofske fakultete, Ljubljana 2006. 

•Rošker, Jana S. Odnos kot jedro spoznanja: kitajska filozofija od antičnih klasikov do modernega konfucijanstva. Cankarjeva založba, Ljubljana 2010.

1. ↑  po nekaterih tezah tudi 385 – 303/302 pr. n. št.
2. ↑  Mengzi, 1997, II/1, str. 54
3. ↑  Mengzi, 2001, Gonsum Qiu, str.194-195